# 爵跡2：冷血狂宴
《爵迹 冷血狂宴》（英語：L.O.R.D: Legend of Ravaging Dynasties 2）或稱為《爵跡2：冷血狂宴》，為郭敬明執導的一部中國玄幻動作3D動畫電影，改編自郭敬明的同名小說，是2016年電影《爵跡》之續作。由原班人馬吳亦凡、陳學冬、陳偉霆、郭采潔、林允、王源、汪鐸回歸演出，並加入王俊凱及易烊千璽。電影本原定於2018年7月6日上映，惟6月27日下午，爵跡官微指因製作問題而改檔。2020年12月4日，電影取消在影院上映，改為在騰訊視頻中獨家播映。

## 劇情簡介
为了完成前六度王爵西流尔的遗愿，鬼山莲泉、银尘、麒零、天束幽花四人决定一起前往，解救被白银祭司封印的前一度王爵吉尔伽美什。而当四人克服重重阻碍赶到囚禁之地，却不幸遇上白银祭司派出的最强杀手阵容：幽冥、特蕾娅、漆拉，一场正面交锋在所难免，整个亚斯蓝帝国最阴暗的秘密也将逐渐浮出水面。

## 角色
| 演員     | 角色     | 身份         | 備註 | 天賦、魂器、魂獸 |
| 吳亦凡   | 銀塵     | 七度王爵     | 上代天之使徒,現任七度王爵。 銀塵是一個比较安靜、性格内斂的人。温柔、腹黑，重感情，一直相信自己的王爵吉爾伽美什還活着。擁有的魂獸是一隻外表如蝎子般的“雪刺”，救下即將被魂獸吞噬的麒零，并根据白银祭司的命令将他收为使徒。             | 天賦：無限魂器/魂獸，四象極限 魂器：細長刺劍，護心鏡，女神的裙擺.殘片(轉送麒零)，定身刺骨，云決，聚魂玉，黃金源泉，湮滅等 魂獸：雪刺                                  |
| 陳學冬   | 麒零     | 零度王爵     | 现任七度使徒。 小村里长大的平凡少年，单纯善良，长相俊美。从小生活在客栈做小二的麒零在一次魂术师的战斗中下意识的收伏了传说中的魂兽苍雪银牙。遇到银尘后命运发生了翻天覆地的变化，两人形影相随、彼此陪伴、生死与共。                    | 天賦：無限魂器/魂獸 魂器：風津，女神的裙擺.殘片(銀塵轉送) 魂獸：蒼雪之牙                                                                                              |
| 陳偉霆   | 幽冥     | 二度王爵     | 殺戮王爵 上代侵蝕者,现任二度王爵。 残酷、冷血、弑杀，却爱着四度王爵特蕾娅。 | 天賦：主動進化（摧毀別人的爵印並吸收，以此壯大自己的靈魂回路） 魂器：死靈鏡面 魂獸：諸神黃昏                                                                          |
| 郭采潔   | 特蕾婭   | 四度王爵     | 上代侵蝕者,现任四度王爵。 负责传达讯息的“天格”的领导者。大部分时候是一位有点坏心眼的性感女性，出手的时候却十分残酷，也是王爵中少见的女爵。                                                                                           | 天賦：魂力感知、精神浸染 魂器：女神的裙擺 魂獸：不明 |
| 林 允    | 天束幽花 | 六度使徒     | 上代六度使徒与六度王爵之女。 出身高贵的郡主。手持名为巨型冰弓的魂器，战斗时只需挽弓，魔法箭矢就会自动出现。个性娇蛮、自私、自傲，也有些小女儿家的脾气，对麒零有好感，但因为性格原因大部分时候口不对心，和鬼山莲泉关系恶劣。          | 天賦：永生 魂器：冰弓 魂獸：不明 |
| 汪 鐸    | 漆拉     | 三度王爵     | 上兩代一度王爵,现任三度王爵 拥有比女性还要精致的美貌的王爵，擅长精准地控制自己每一分魂力，操纵魂力仿佛是一个完美的艺术家。对于时间、空间的控制，表现为制造“棋子”，可随意释放阵，任意穿越空间和在极度消耗魂力的情况下短暂地穿越空间。 | 天賦：控制時間與空間 魂器：铂金色细身长剑 魂獸：自由 |
| 王 源    | 呪夜     | 五度王爵     | 现任五度王爵,新一任侵蝕者。 用苍白少年的尸体使用浆芝洞穴的魂兽浆芝复活的新一任侵蝕者，后被漆拉带回心脏成为新一任五度王爵，与寒霜似合作，两人是好搭档 参与追杀幽冥和特雷娅计划。                                                      | 天賦：血控 魂器：不明 魂獸：不明 |
| 王俊凱   | 寒霜似   | 六度王爵     | 现任六度王爵,新一代侵蝕者。 经过凝腥洞穴不停杀戮的最后一名侵蝕者，后被漆拉带回心脏成为新一任六度王爵，与呪夜合作 两人是好搭档，参与追杀幽冥和特蕾娅追杀计划。                                                                        | 天賦：捕魂之眼 魂器：不明 魂獸：不明 |
| 易烊千璽 | 川泽嘉木 | 地源一度王爵 | 使用天賦击退漆拉，后拿走黄金瞳孔离开亚斯蓝。 | 天賦：毁灭(能毁掉王爵和使徒的天赋 使王爵和使徒无法用天赋) 魂器：不明 魂獸：不明                                                                                       |
| 范冰冰   | 鬼山蓮泉 | 雙身王爵     | 前五度使徒，五度兼六度王爵，永生王爵 原堅忍善良的性格在兄長犧牲後誓為兄報仇而轉變且繼任五度王爵，同時因西流爾賜印兼任六度王爵，成為史上第一個雙身王爵 。                                                                             | 天賦:催眠並控制各種魂獸(五度王爵)，永生(六度王爵) 魂器:回生鎖鏈，巨劍(原是鬼山缝魂的魂器，其死后成為自身魂器) 魂兽:闇翅，海银(原是鬼山缝魂的魂兽，其死后成為自身魂兽) |
| 吳亦凡   | 修川地藏 | 一度王爵     | 自己及現任的三個一度使徒，均為漿芝製造的複製品，擁有銀塵的外貌卻沒有靈魂。 | 天賦：窒息(瞬間吸取極大範圍內全部的黃金魂霧) 魂器：不明 魂獸：不明 |

## 電影歌曲
| 曲序 | 曲目               |              | 作曲   | 演唱   |
| ---- | ------------------ | ------------ | ------ | ------ |
| 1.   | 《就算》（主题曲） | 郭敬明、落落 | 岩崎琢 | 張靚穎 |
| 2.   | 《纵然》（片尾曲） | 未知         | 未知   | 陈学冬 |

## 軼事
- 范冰冰原本在本作中繼續飾演「鬼山蓮泉」的角色並擔任第一女主角，但因偷税逃税案，最終在2020年12月4日於騰訊視頻中獨家上線的版本中，對范冰冰的臉部建模進行重新處理，不再使用范冰冰的臉模，而「鬼山蓮泉」的角色戲份也有刪減(仅声音出演)[5]。
- 因吴亦凡涉嫌强奸案，该片已被下架

## 外部連結
- 电影爵迹系列的新浪微博（简体中文）
- 豆瓣电影上《爵跡2：冷血狂宴》的資料 （简体中文）